# Matthijs Bril
Matthijs Bril, oppure Matthaeus Bril detto il Giovane (Anversa, 1550 – Roma, 1583), è stato un pittore fiammingo, fratello del pittore Paul Bril.

## Biografia

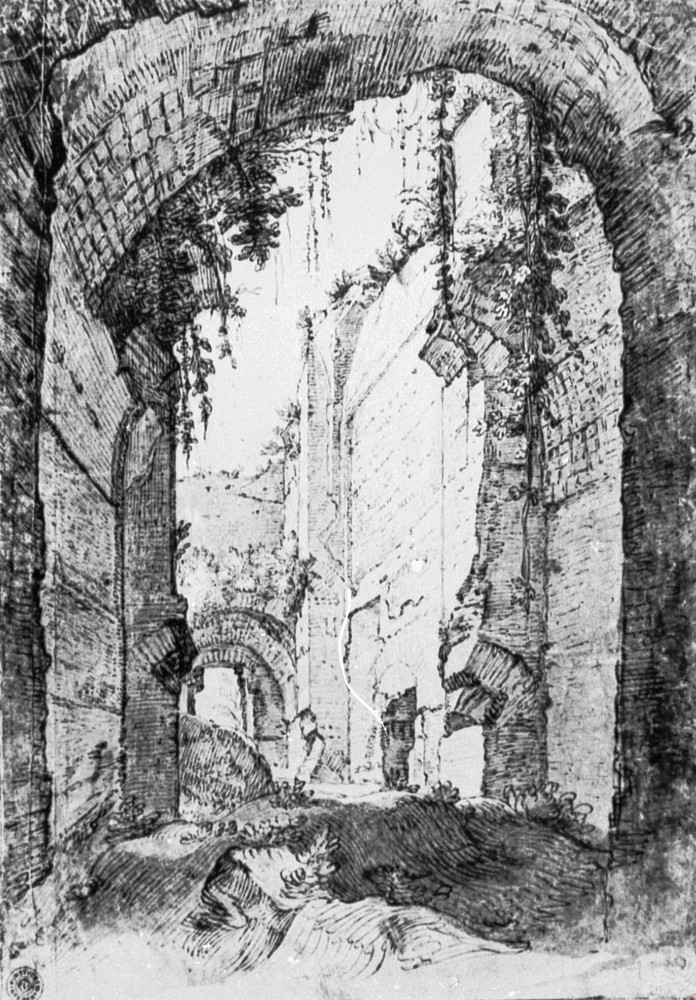
Rovine italiane

Paesaggio

Figlio del paesaggista Mattijs il Vecchio, olandese che si trasferì in Fiandra e che quasi sicuramente lo istruì e gli insegnò il mestiere.
Bril si caratterizzò per un'influenza del paesaggio manierista della scuola di Anversa, unito ad elementi provenienti dalla cerchia di Joachim Patinir e di Herri met de Bles, aggiornati da maestri più giovani e suggestionati soprattutto dal paesaggio bruegeliano.
Poco prima del 1575 Bril si recò a Roma, dove venne accolto con favore dai suoi colleghi.
A Roma Bril lavorò intensamente e si distinse per numerosi affreschi del Palazzo Vaticano, tra cui le Vedute di Roma con la Traslazione delle spoglie di San Gregorio Nazianzeno, realizzato subito dopo l'effettivo trasferimento delle spoglie del santo nel giugno 1580, oltre che per gli affreschi alla Torre dei Venti in Vaticano con un ciclo di paesaggi comprendenti scene di Processione romana, cicli biblici, vedute topografiche di Roma caratterizzate da un immaginario di vedute in un quadro illusionistico,aiutato nei lavori dal fratello Paul.
Le opere di Bril, che suscitarono grande curiosità a Roma, conservavano ancora un minuto particolarismo, che lasciò il posto ad una visione più larga, imponente, nei paesaggi sulle volte della Galleria delle carte geografiche, realizzati assieme a Girolamo Muziano.
Lo stile e la scuola italiana dell'affresco, assieme alla sua tecnica, risultarono decisivi nell'orientare Bril verso questa apertura di composizione e di forme.
Bril fu tra i primi ad introdurre a Roma un tipo di paesaggio nordico italianamente solennizzato, che ebbe grande successo,grazie alla stretta osservazione della natura e ai drammatici contrasti di luce e oscurità. La gamma di colori è dominata dal blu e verdi acidi e la pennellata è impressionistica.
Dipinti di cavalletto sicuramente di Bril sono ancora ignoti.
Dei disegni, che si caratterizzavano certamente per la vivacità e per la originalità, non è rimasto quasi più nulla, anche se ne tramandano il ricordo due serie d'incisioni di paesaggi realizzate da Hendrik Hondius nel 1611-1613, conservati ad Amsterdam.
Bril era anche un pittore di capricci (fantasie architettoniche), con le colline tipiche in stile rustico con pochi ruderi.

Matthijs Bril
Vista del ponte e del Castel Sant'Angelo a Roma
Templi romani al Foro
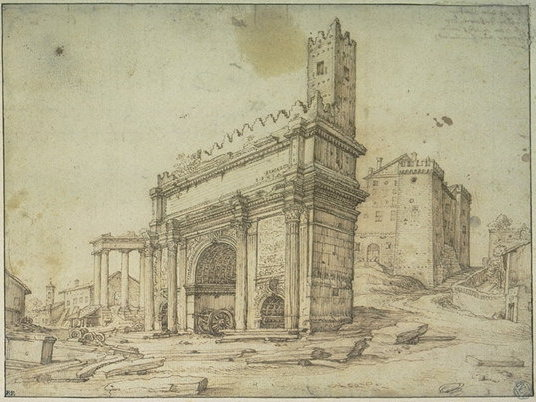
Arco di Septimio Severo, Museo del Louvre